# Volley Soverato
Volley Soverato – żeński klub siatkarski z Włoch. Klub został założony w 1994 i ma swoją siedzibę w Soverato. 